# Одервиц
Одервиц (нем. Oderwitz) — община в Германии, в земле Саксония. Подчиняется административному округу Дрезден. Входит в состав района Гёрлиц. Население составляет 5520 человек (на 31 декабря 2010 года). Занимает площадь 35,92 км².
Коммуна подразделяется на 2 сельских округа.

## География
Одервиц расположен в южной части района Герлиц, примерно в 9 км к северо-западу от Циттау и в 15 км к югу от Лёбау. Одервиц находится на высоте около 300 м, а район Оберодервиц находится немного выше, чем Нидеродервиц. На высоте 510 м над уровнем моря самая высокая точка муниципалитета — Оберодервитцер-Шпицберг, расположенный на западе.